# Excitace

Excitace elektronu fotonem nebo srážkou

Excitace (neboli vybuzení) je fyzikální proces, při kterém dochází k přechodu základního energetického stavu atomu, molekuly či iontu do stavu s vyšší energetickou hladinou. Excitovaná částice se pak nachází v excitovaném stavu. Platí, že nestabilita systému je tím větší, čím větší je jeho excitace, protože každý systém se snaží být ve stavu s nejnižší možnou energií, tedy v základním stavu.
Excitace může být způsobena například nárazem, absorpcí tepla nebo absorpcí fotonu. To způsobí přenos elektronu ze základního stavu v elektronovém obalu atomu na vyšší energetickou hladinu. Elektron je pak v excitovaném stavu, ale stále zůstává součástí atomu.
Opakem excitace je deexcitace, kdy se excitovaný elektron vrátí zpět do stavu s nižší energií. To je doprovázeno spontánní emisí fotonu nebo přenosem energie na jinou částici. Uvolněná energie se rovná rozdílu energetických hladin excitovaného elektronu a elektronu v základním stavu.

## Příčiny excitace

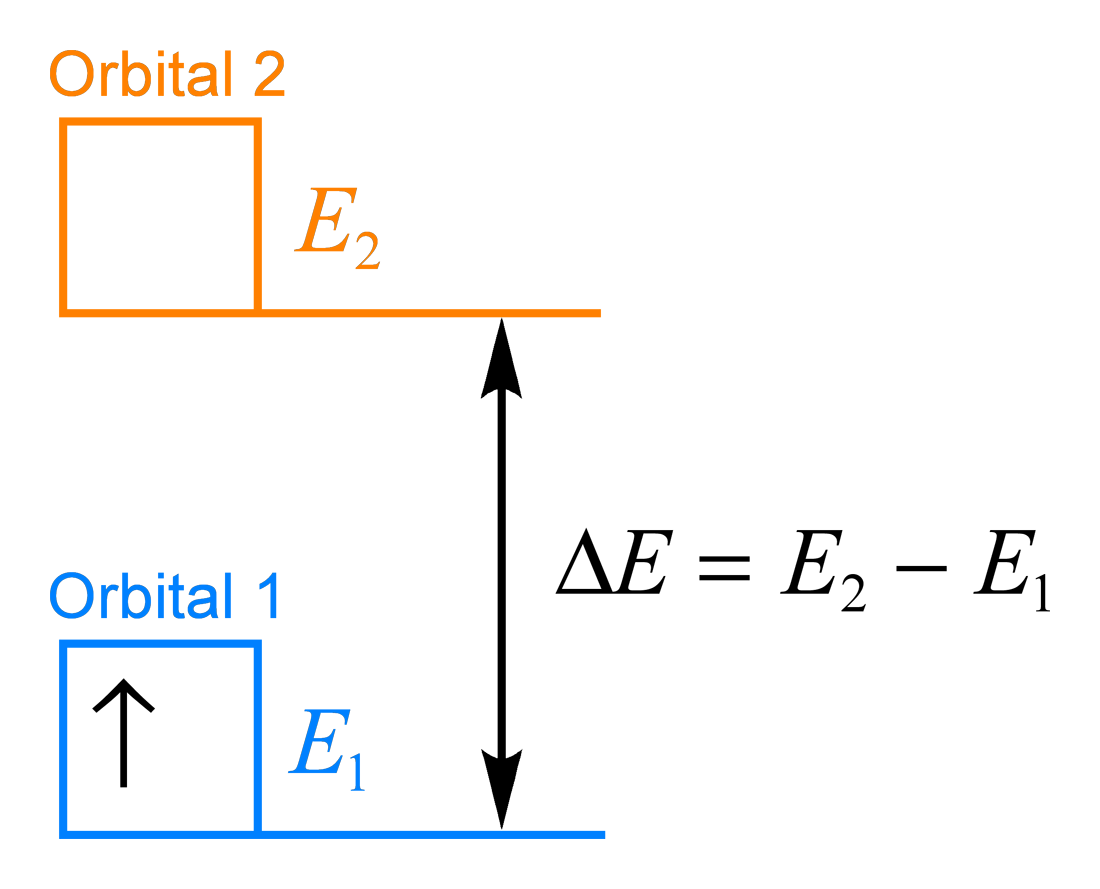
Základní stav elektronu (elektron je označen šipkou a nachází se v orbitalu 1)

Excitace elektronů může mít několik příčin. Mezi ty základní patří:
- Excitace srážkou, při které dochází ke srážce s elektrony s vyšší energií. Jestliže se volný elektron (řidčeji ion nebo neutrální atom) přiblíží do těsné blízkosti atomu, předá mu část své kinetické energie. Jestliže předaná energie odpovídá přesně rozdílu dvou energetických hladin, vázaný elektron přeskočí z nižší hladiny na vyšší. Výsledkem je excitovaný atom a pomalejší pohyb narážejícího elektronu.Pohlcení fotonu elektronem

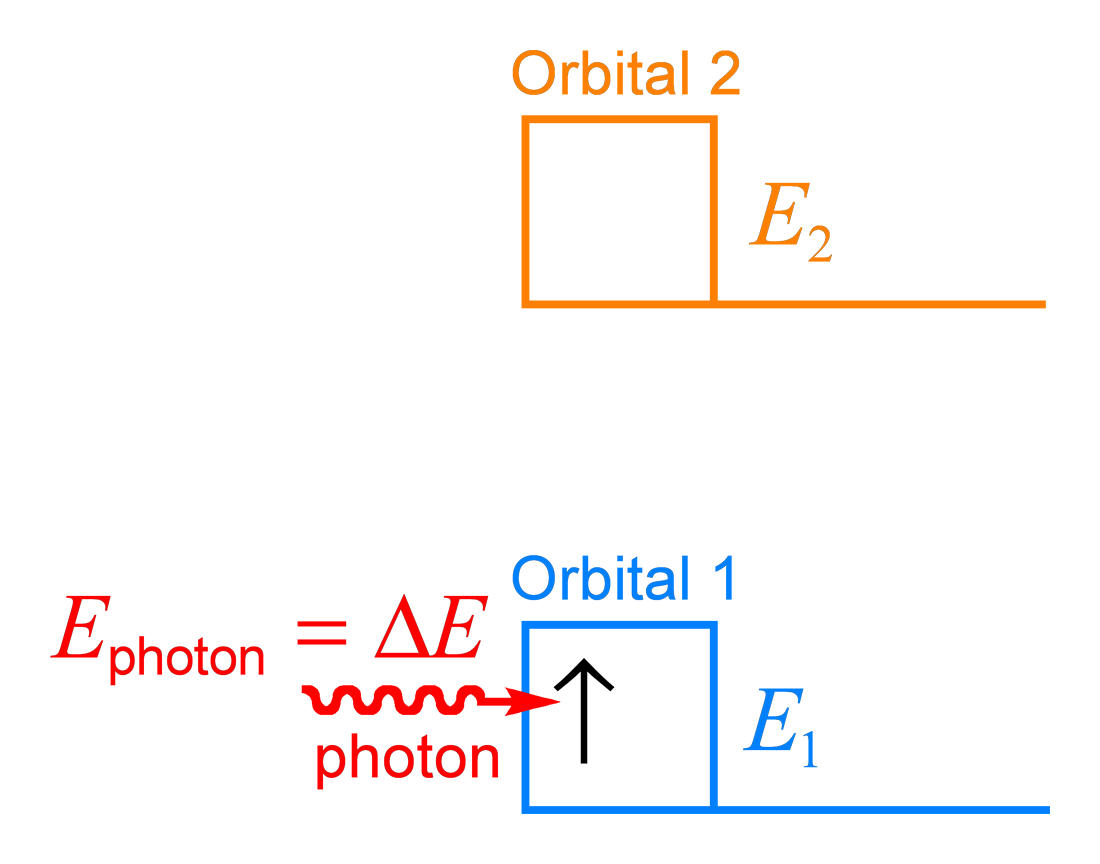
Pohlcení fotonu elektronem

- Excitace zářením, při které dochází k absorpci (pohlcení) fotonu. Energie fotonu se opět musí rovnat energii potřebné pro přeskok elektronu z nižší na vyšší hladinu.
- Excitace teplotou se týká především plynů a plazmatu (hvězdy, mlhoviny), v nichž není termodynamická rovnováha. Excitaci atomů ve stavu termodynamické rovnováhy vyjadřuje kvantitativně Boltzmannova rovnice.

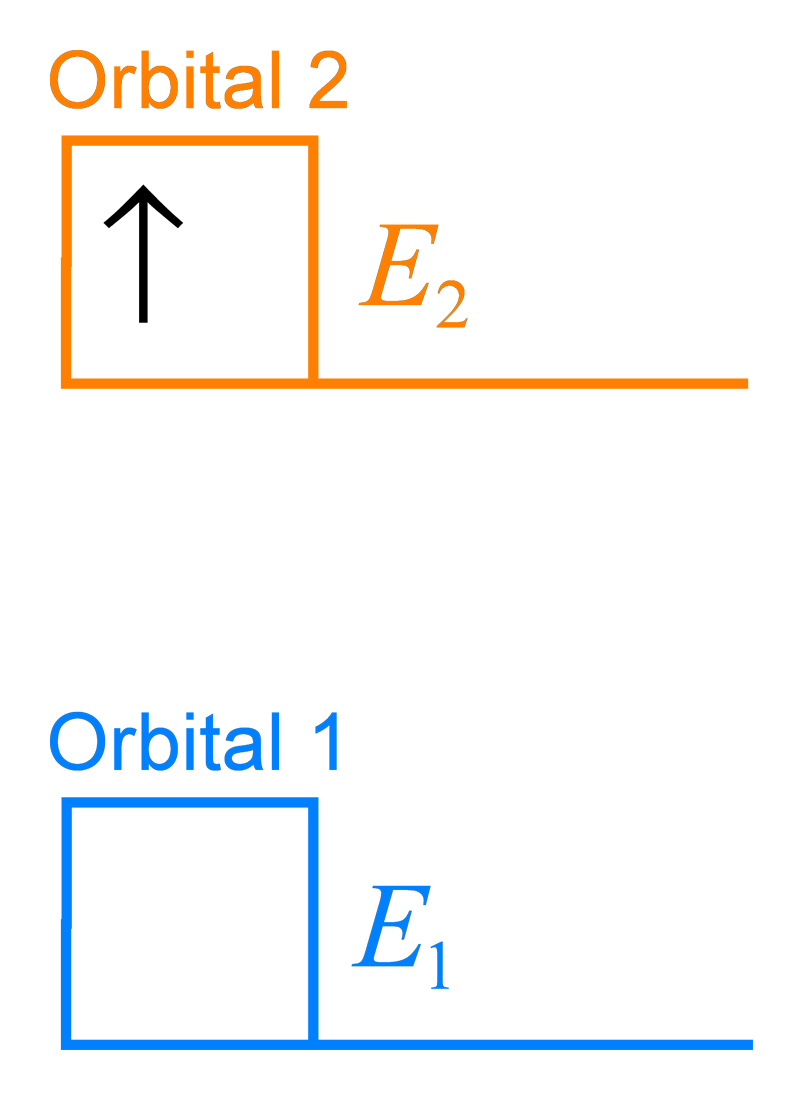
Excitovaný stav elektronu (elektron je označen šipkou a nachází se v orbitalu 2)

- Excitovaný stav elektronu (elektron je označen šipkou a nachází se v orbitalu 2)Excitace rekombinací, kdy dochází k zachycení volného elektronu kladným iontem. Je to opačný proces k ionizaci.

## Pravidla excitace
Existuje několik pravidel pro přechod elektronu do excitovaného stavu, která jsou známá jako pravidla výběru:
- Elektron musí absorbovat takové množství energie, které odpovídá energetickému rozdílu mezi jeho aktuální energetickou hladinou a neobsazenou vyšší energetickou hladinou.
- Frankův-Condonův princip říká, že absorpce fotonu elektronem a následný skok mezi energetickými hladinami je téměř okamžitý. Naopak atomové jádro, kolem kterého se elektron pohybuje, se nemůže přizpůsobit změně polohy elektronu ve stejném čase a může tak být uvedeno do vibračního stavu.
- Laporteho pravidlo říká, že dva energetické stavy, mezi nimiž elektron přechází, musí mít odlišnou symetrii.
- Pravidlo zachování spinu říká, že při excitaci elektronu musí být zachován spinový stav atomu nebo molekuly.
- Za určitých okolností mohou být některá pravidla výběru porušena a excitované elektrony mohou provádět zakázané přechody. Spektrální čáry spojené s takovými přechody jsou známé jako zakázané čáry.

## Excitace a chemická vazba

Energetické hladiny atomových orbitalů. Číslo odpovídá energetické hladině, písmeno odpovídá orbitalu.

Pro zahájení chemické reakce je třeba, aby reagující látky překonaly určitou energetickou bariéru, které se říká aktivační energie EA. Po dodání této energie přecházejí valenční elektrony atomu do excitovaného stavu, tedy do energeticky bohatších hladin. Atom v excitovaném stavu není stabilní, buď přejde zpět do základního stavu nebo se může zúčastnit reakce za vzniku chemické vazby, která je pro něj energeticky výhodná.
Například elektronová konfigurace excitovaného stavu atomu uhlíku C vysvětluje, proč vstupuje do chemických reakcí se 4 excitovanými elektrony a vytváří ve sloučeninách 4 chemické vazby. Obsahuje totiž 4 excitované elektrony -  1 nespárovaný valenční elektron v orbitalu 2s a 3 nespárované valenční elektrony v orbitalu 2p. Tyto elektrony jsou navíc rovnocenné, neboť po excitaci dojde k energetickému sjednocení orbitalů - hybridizaci orbitalů.
| Excitace atomu uhlíku C a hybridizace jeho sp3 orbitalů | Excitace atomu uhlíku C a hybridizace jeho sp3 orbitalů | Excitace atomu uhlíku C a hybridizace jeho sp3 orbitalů                                                                                                 |
| ------------------------------------------------------- | --- | --- |
| Výchozí stav atomu C                                    | {\displaystyle C\quad {\frac {\uparrow \downarrow }{1s}}\;{\frac {\uparrow \downarrow }{2s}}\;{\frac {\uparrow \,}{2p_{x}}}\;{\frac {\uparrow \,}{2p_{y}}}\;{\frac {\,\,}{2p_{z}}}}   | Ve výchozím stavu má atom C pouze 2 nepárové elektrony.                                                                                                 |
| Excitovaný stav atomu C                                 | {\displaystyle C^{*}\quad {\frac {\uparrow \downarrow }{1s}}\;{\frac {\uparrow \,}{2s}}\;{\frac {\uparrow \,}{2p_{x}}}{\frac {\uparrow \,}{2p_{y}}}{\frac {\uparrow \,}{2p_{z}}}}     | Pohlcením energie přejde elektron z orbitalu 2s do energeticky vyššího orbitalu 2p.                                                                     |
| Hybridizovaný stav atomu C                              | {\displaystyle C^{*}\quad {\frac {\uparrow \downarrow }{1s}}\;{\frac {\uparrow \,}{sp^{3}}}\;{\frac {\uparrow \,}{sp^{3}}}{\frac {\uparrow \,}{sp^{3}}}{\frac {\uparrow \,}{sp^{3}}}} | Energie orbitalů 2s a 2p je blízká a dovoluje sjednocení – hybridizaci. Místo jednoho orbitalu s a tří orbitalů p vznikají čtyři sp³ hybridní orbitaly. |

## Projevy excitace
Excitace se může ve hmotě projevit mnoha způsoby:
- V mikroskopickém měřítku například u plynů dochází ke zvýšení střední kvadratické rychlosti částic nebo u atomů samotných dochází k přeskoku elektronů mezi energetickými hladinami obalu atomu.
- V makroskopickém měřítku způsobuje excitace zvýšení vnitřní energie dané hmoty.
- Excitace elektronů v plynných látkách se silně liší od excitace v pevných látkách, kvůli odlišné povaze elektronických úrovní a strukturních vlastností některých pevných látek.
- V polovodičové krystalové mřížce je tepelná excitace proces, při kterém vibrace mřížky poskytují dostatek energie k přenosu elektronů do vyššího energetického pásma.
- Excitace je například klíčová pro funkci laseru. Elektrony excitované na vyšší hladiny se následně vracejí a energie, která jim byla dodána, se zpětně uvolňuje ve formě fotonů.
- Zvláštní formou excitace je tvorba antihmoty.